# 1618
- Wikisource

| Calendário gregoriano                                                        | 1618 MDCXVIII                       |
| Ab urbe condita                                                              | 2371                                |
| Calendário arménio                                                           | 1067 – 1068                         |
| Calendário bahá'í                                                            | -226 – -225                         |
| Calendário budista                                                           | 2162                                |
| Calendário chinês                                                            | 4314 – 4315 Início a 26 de janeiro  |
| Calendário copta                                                             | 1334 – 1335                         |
| Calendário etíope                                                            | 1610 – 1611                         |
| Calendários hindus - Vikram Samvat - Calendário nacional indiano - Cáli Iuga | 1673 – 1674 1539 – 1540 4718 – 4719 |
| Calendário Holoceno                                                          | 11618                               |
| Calendário islâmico                                                          | 1027 – 1028                         |
| Calendário judaico                                                           | 5378 – 5379                         |
| Calendário persa                                                             | 996 – 997                           |
| Calendário rúnico                                                            | 1868                                |
| Calendário solar tailandês                                                   | 2161                                |

1618 (MDCXVIII, na numeração romana) foi um ano comum do século XVII do Calendário Juliano, da Era de Cristo, e a sua letra dominical foi G (52 semanas), teve início numa segunda-feira e terminou também numa segunda-feira.
| Ano completo                         |
| ------------------------------------ |
| Ano comum com início à segunda-feira |

## Eventos
- Início da Guerra dos Trinta Anos (1618–1648).

### Março
- 8 de março - Johannes Kepler formula a terceira lei de movimento dos planetas.

## Nascimentos
- Aurangzeb, imperador mogol.

## Mortes
- 22 de Julho - Morre São Lourenço de Brindisi.

## Por tema
- 1618 no Brasil